# Phyllocylapus
Phyllocylapus is een geslacht van wantsen uit de familie van de Miridae (Blindwantsen). Het geslacht werd voor het eerst wetenschappelijk beschreven door  in .

## Soorten
Het genus is monotypisch en bevat alleen de volgende soort:

- Phyllocylapus lutheri (Poppius, 1913)